# Milly Clegg
Emily Louise Foy Clegg (nacida el 1 de noviembre de 2005) es una futbolista de Nueva Zelanda que juega para el Western Sydney Wanderers en la A-League Women.

## Primeros años de vida
Milly Clegg creció en Auckland. Cuando era joven, jugó fútbol para Ellerslie, Bucklands Beach AFC y en Mount Albert Grammar School; vio la Copa Mundial Femenina de Fútbol de 2019 mientras estudiaba allí y se inspiró.

## Carrera en clubes
Clegg jugó fútbol senior con el Auckland United de la Liga Nacional, ayudándolos a ganar la Copa Kate Sheppard en 2022 antes de hacer su debut en la Liga Nacional con ellos.
Luego se unió al Wellington Phoenix, el único equipo de Nueva Zelanda en la A-League Women, la liga femenina de primer nivel de Australia, para la temporada 2022-23. No le pagaron mientras jugaba con Phoenix, para conservar el estatus de aficionada y así mantener la elegibilidad a la NCAA, ya que consideraba jugar fútbol universitario en los Estados Unidos en el futuro. Convirtiéndose en la máxima goleadora del equipo con cuatro goles, se le ofrecieron diferentes opciones para continuar con ellos, incluido un contrato profesional de varios años, pero rechazó a Phoenix para unirse a sus rivales, el lado australiano Western Sydney Wanderers FC. Ella también se ha negado a ser pagada por este club.

## Carrera internacional
Como internacional juvenil, Clegg representó a Nueva Zelanda en las Copas del Mundo Sub-17 y Sub-20. En la Copa Mundial Femenina de Fútbol Sub-20 de 2022, anotó en el tercer minuto del empate 2-2 con Colombia, el último partido cuando quedaron eliminados en la fase de grupos. En la Copa Mundial Femenina de Fútbol Sub-17 de 2022 ese mismo año, marcó los únicos goles de Nueva Zelanda en dos derrotas por 1-3.
Con Nueva Zelanda buscando más amenazas de gol antes de la Copa Mundial Femenina en casa, Clegg fue convocada e hizo su debut con la selección absoluta el 7 de abril de 2023 en un amistoso contra Islandia. El 30 de junio de 2023, Clegg fue convocada al equipo de Nueva Zelanda para la Copa Mundial Femenina de Fútbol de 2023, la jugadora más joven del equipo. El torneo es su tercera Copa del Mundo en menos de 12 meses, una hazaña igualada por la colombiana Linda Caicedo, lo que llevó a Clegg a ser descrita como «un unicornio absoluto» por el pódcast deportivo de Nueva Zelanda The Niche Cache.